# PalaEvangelisti
Il PalaEvangelisti, noto anche con il nome sponsorizzato di PalaBarton Energy, è un palazzetto dello sport di Perugia.

## Storia

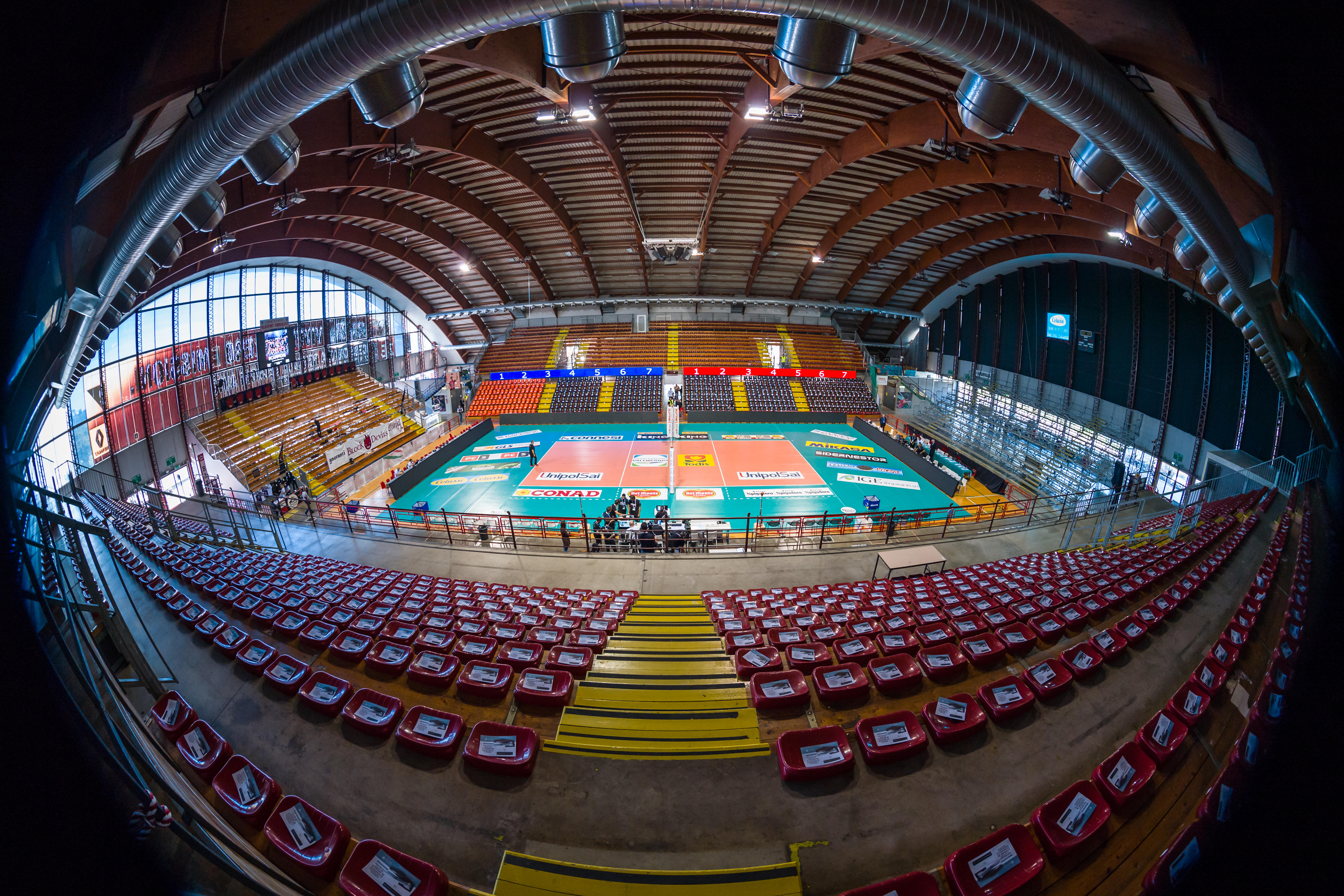
L'interno della struttura (2017)

Inaugurato nell'ottobre 1984, sorge nella zona periferica di Pian di Massiano. Deve il suo nome a Giuseppe Evangelisti (1873-1935), antifascista perugino d'ispirazione garibaldina oltreché tra i pionieri del ciclismo umbro, nativo del rione di Porta Sant'Angelo.
Ristrutturato varie volte nel corso degli anni, dal gennaio 2012 è dotato di un tetto fotovoltaico. Dall'aprile 2014, in occasione dei play-off del campionato di Serie A1 di pallavolo maschile, a carico del presidente della Sir Safety, Gino Sirci, è stata eretta la gradinata Nord del palazzetto, denominata "Curva San Marco", ampliando la capienza di circa 500 posti. Ulteriormente nell'estate 2023, in occasione del Campionato europeo maschile di pallavolo, il palasport vede il rinnovamento delle tribune con l'inserimento degli spicchi d'angolo, che portano la capienza a sedere dai 4 000 ai 5 000 posti circa.
Dall'estate 2018, alla storica denominazione viene affiancata quella commerciale di PalaBarton, poi PalaBarton Energy, a seguito della cessione dei diritti di denominazione da parte della municipalità perugina.

## Eventi

### Sport

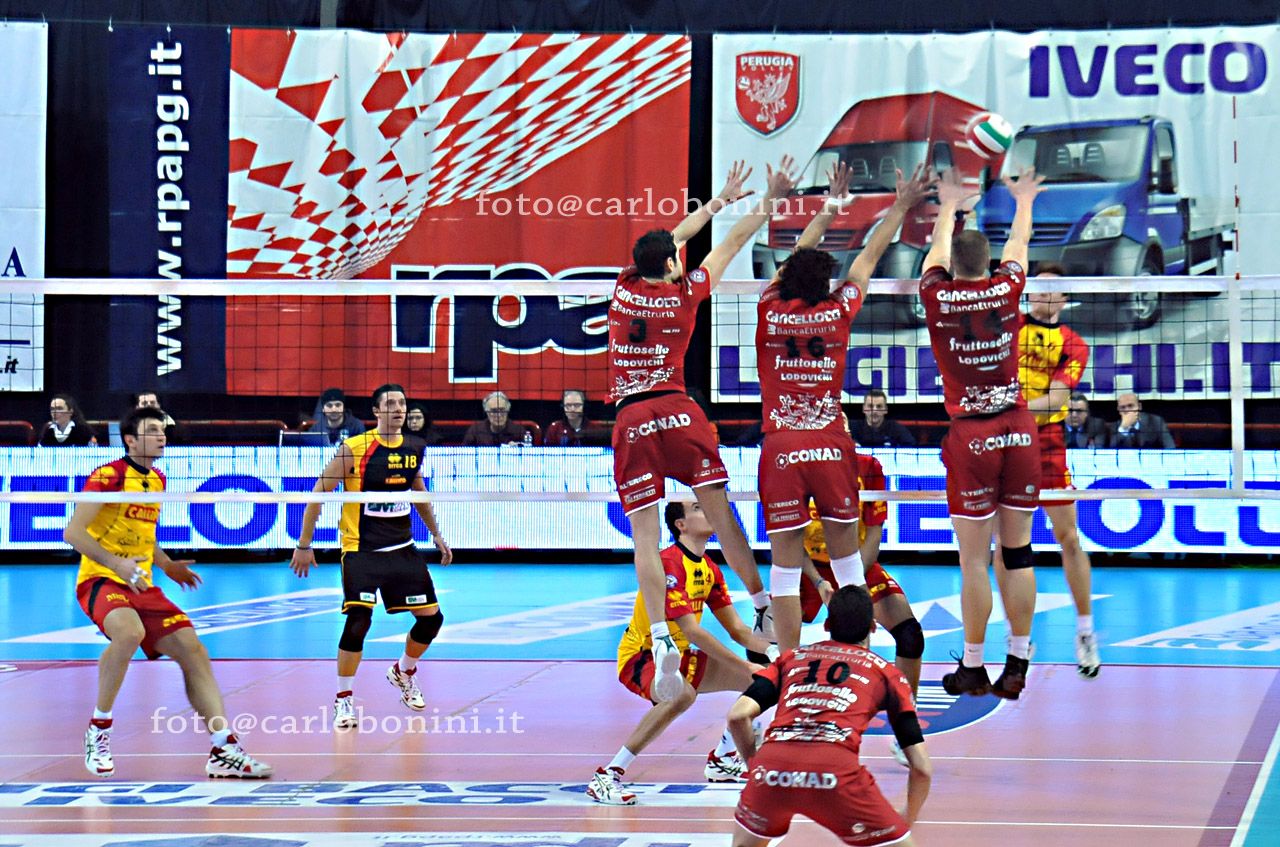
Una gara di pallavolo al PalaEvangelisti tra i padroni di casa del e la (2009)

Il PalaEvangelisti era sorto inizialmente per esigenze legate alla pallacanestro, onde dare un impianto di gioco adeguato alla Grifone Perugia all'epoca militante nel campionato di Serie A2, e che per l'inadeguatezza del PalaPellini era stata nel frattempo costretta a migrare a Marsciano.
Tuttavia già dalla seconda metà degli anni 80 il palasport è diventato noto prettamente in ambito pallavolistico, grazie soprattutto alla squadra femminile della Sirio Perugia, che ne ha fatto la sua sede casalinga fino allo scioglimento della società nel 2011; proprio al PalaEvangelisti, dal febbraio 2025, sono ospitati in esposizione permanente tutti i trofei dello scomparso sodalizio.
Nel frattempo, nei primi anni 90 il palasport perugino era stato occasionalmente usato anche dalla squadra maschile della Marconi di Spoleto, a causa dei mancati requisiti per la massima serie dello spoletino PalaRota. Sempre sul versante maschile, dopo essere stato sede di gara del Perugia tra il 2001 e il 2010, la migrazione di quest'ultimo a San Giustino ha fatto sì che, sempre dal 2010, il PalaEvangelisti divenisse l'impianto interno della Sir Safety Perugia, nella circostanza trasferitasi da Bastia Umbra a fronte dell'inadeguatezza ai massimi campionati del bastiolo PalaGiontella; mentre sul versante femminile, dallo stesso decennio vede di scena le gare casalinghe della Black Angels Perugia.
A livello istituzionale ha ospitato, in ambito maschile, le final four della Coppa Italia 1993-94 e della Challenge Cup 2009-10; in ambito femminile, la finale della Coppa Italia 1990-91 e le final four delle edizioni 1998-99, 1999-00 e 2005-06, più le final four della Coppa delle Coppe 1999-00, della Coppa CEV nelle edizioni 2002-03, 2004-05 e 2006-07, e della CEV Champions League 2008-09. È stato inoltre tra le sedi di gioco del Campionato europeo femminile di pallavolo 1999 e del Campionato europeo maschile di pallavolo 2023.
Al di fuori del volley, il palazzetto è stato sede del Campionato europeo femminile di pallacanestro 1993; ha inoltre ospitato tra gli anni 80 e 90 molti incontri di boxe con Gianfranco Rosi e, negli anni 90 e 2000, le sfide interne di calcio a 5 del Perugia. Al suo interno trovano posto palestre di arti marziali cinesi e giapponesi, arrampicata, badminton, ginnastica artistica, lotta olimpica e pattinaggio oltreché corsi di autodifesa e di ballo.

### Musica
Oltre che per avvenimenti sportivi, il palasport viene utilizzato per concerti e spettacoli: tra gli altri, ha ospitato artisti musicali di fama nazionale e internazionale, come Laura Pausini con il World Tour 2009 e con l'Inedito World Tour 2011-2012, Gianna Nannini con l'Io e te Tour 2011, i Dream Theater con il A Dramatic Turn of Events Tour e Zucchero Fornaciari con il Chocabeck World Tour nel 2011.